# デルモルフィン
デルモルフィン (dermorphin) は麻酔薬のひとつ。2006年4月時点ではまだ研究段階であり、臨床現場では使用されていない。D-アラニンを含むペプチドである。
通常、生物の体は L-アミノ酸だけで構成されており、微生物や一部の無脊椎動物を起源にもつもの以外では D-アミノ酸は利用されない。デルモルフィンは D-アミノ酸を含むペプチドでありながら、構造化学的性質は L-ペプチドと同等であるため生物に対して本来は利用できないはずの D-アミノ酸を利用させることが可能であり、D-アミノ酸導入によって本来の活性をより高めることで強力な鎮痛作用を発揮している。